# Thanks a million
「Thanks a million」（サンクス・ア・ミリオン）は、1996年12月9日にユニバーサルミュージックから発売された田村直美の12thシングル。

## 解説
初のベスト・アルバム「Thanx a Million」先行シングルとなった本作はTBS系「チューボーですよ!」エンディング・テーマ。1曲だけ収録されているシングルは本作のみである。

## 収録曲
1. Thanks a million
作詞：田村直美　作曲：田村直美・石川寛門　編曲：井上龍仁・鷹羽仁